# Tifon
Tifon je v grški mitologiji stoglava pošast s kačjim repom, ki jo je premagal Zevs.Je ena najhujših pošasti grške mitologije.